# Governo Johnson I
Il Governo Johnson I è stato il novantottesimo governo del Regno Unito in carica nel 2019, dal 24 luglio, dopo le dimissioni del Governo May II, al 16 dicembre, quattro giorni dopo le  elezioni anticipate.
Si è trattato di un governo di minoranza monocolore conservatore; in sede parlamentare, aveva l'appoggio esterno del Partito Unionista Democratico.

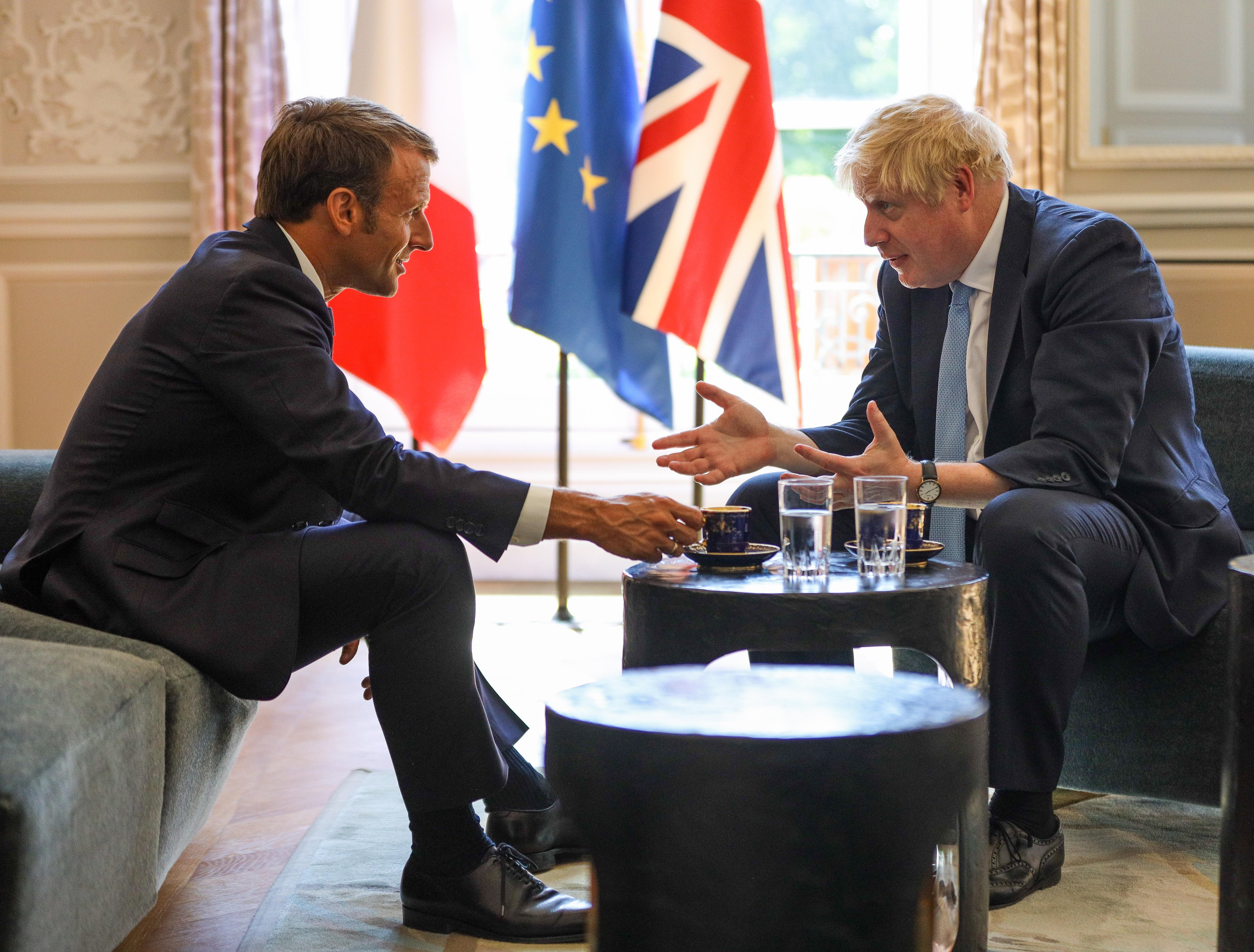
Boris Johnson incontra Emmanuel Macron

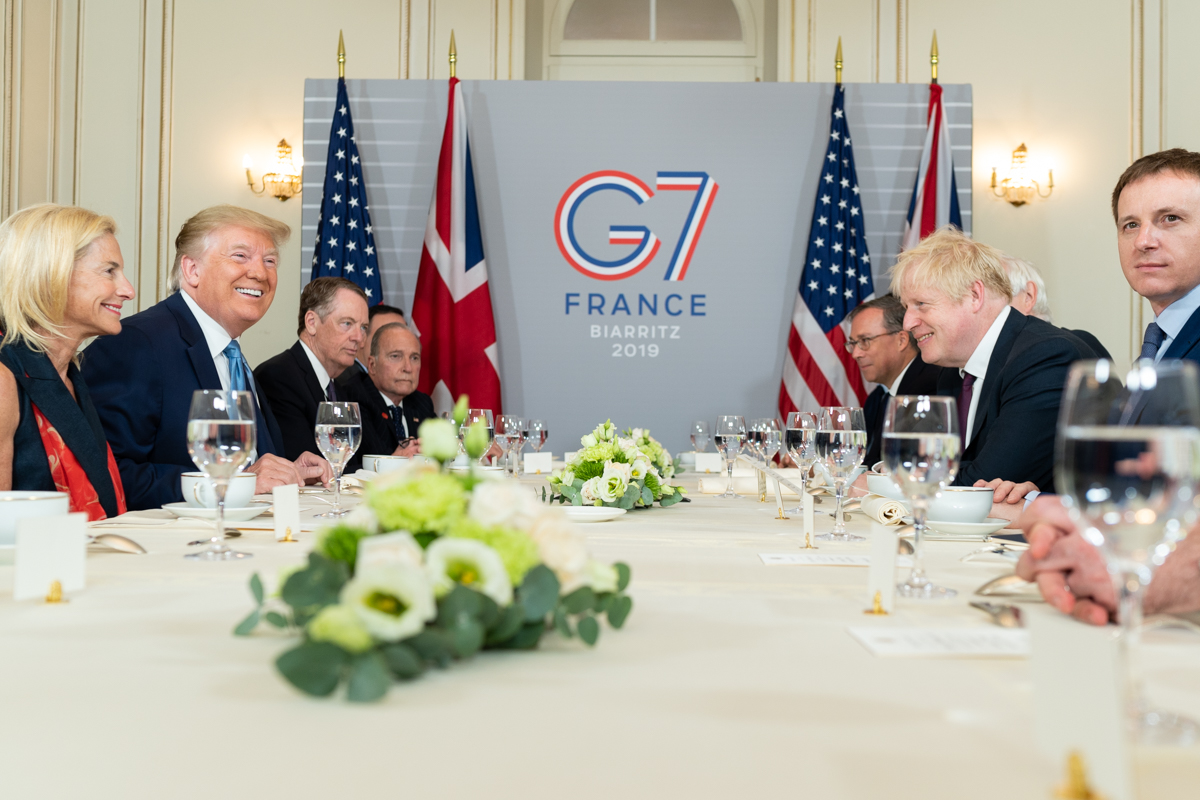
Boris Johnson incontra Donald Trump

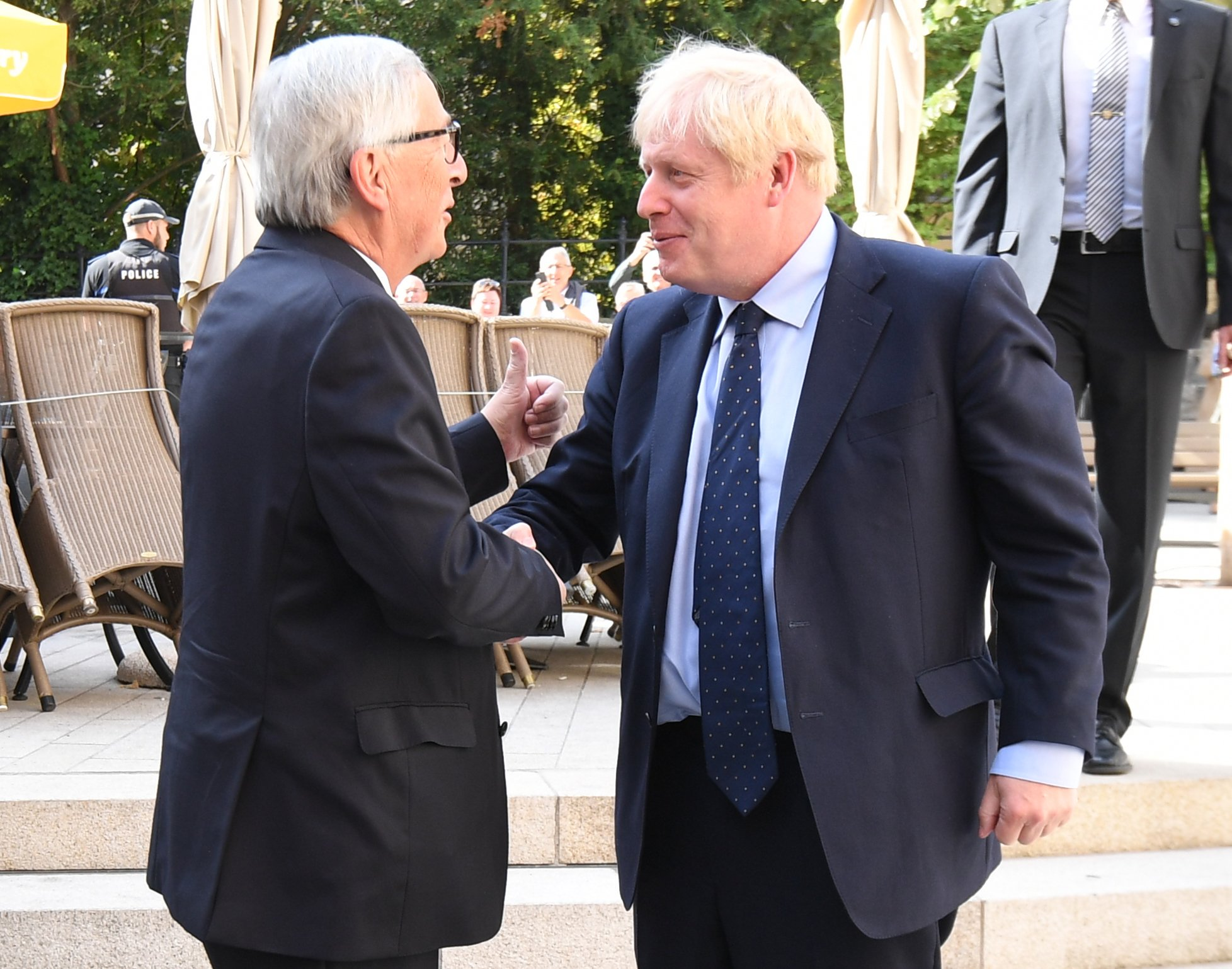
Boris Johnson incontra Jean-Claude Juncker

## Situazione Parlamentare
| Camera | Collocazione | Partiti | Seggi     |
| ------ | ------------ | --- | --------- |
| Camera | Maggioranza  | Conservatori (317),Partito Unionista Democratico (10) | 327 / 650 |
| Camera | Opposizione  | Laburisti (262),Partito Nazionale Scozzese (35),Liberal Democratici (Regno Unito) (12),Sinn Féin (7),Plaid Cymru (4),Partito Verde di Inghilterra e Galles (1),Partito dell'Alleanza dell'Irlanda del Nord (2) | 323 / 650 |

## Composizione
| Carica                                                                                     | Titolare                         | Titolare                         |
| ------------------------------------------------------------------------------------------ | -------------------------------- | -------------------------------- |
| Primo ministro Primo lord del tesoro Ministro per il Servizio civile Ministro per l'Unione |                                  | Boris Johnson                    |
| Cancelliere dello Scacchiere                                                               |                                  | Sajid Javid                      |
| Primo Segretario di Stato Affari esteri e Commonwealth                                     |                                  | Dominic Raab                     |
| Affari interni                                                                             |                                  | Priti Patel                      |
| Cancelliere del Ducato di Lancaster                                                        |                                  | Michael Gove                     |
| Lord cancelliere Giustizia                                                                 |                                  | Robert Buckland                  |
| Uscita dall'Unione europea                                                                 |                                  | Stephen Barclay                  |
| Difesa                                                                                     |                                  | Ben Wallace                      |
| Salute e affari sociali                                                                    |                                  | Matt Hancock                     |
| Affari economici, energia e strategia industriale                                          |                                  | Andrea Leadsom                   |
| Commercio internazionale Presidente del Board of Trade                                     |                                  | Liz Truss                        |
| Donne e uguaglianza                                                                        |                                  | Amber Rudd (fino al 07/09/2019)  |
| Donne e uguaglianza                                                                        | Liz Truss (dal 10/09/2019)       |                                  |
| Lavoro e pensioni                                                                          |                                  | Amber Rudd (fino al 07/09/2019)  |
| Lavoro e pensioni                                                                          | Thérèse Coffey (dall'08/09/2019) |                                  |
| Istruzione                                                                                 |                                  | Gavin Williamson                 |
| Ambiente, alimentazione e affari rurali                                                    |                                  | Theresa Villiers                 |
| Comunità e governo locale                                                                  |                                  | Robert Jenrick                   |
| Trasporti                                                                                  |                                  | Grant Shapps                     |
| Irlanda del Nord                                                                           |                                  | Julian Smith                     |
| Scozia                                                                                     |                                  | Alister Jack                     |
| Galles                                                                                     |                                  | Alun Cairns (fino al 06/11/2019) |
| Galles                                                                                     | Simon Hart (dal 16/12/2019)      |                                  |
| Leader della Camera dei lord Lord del sigillo privato                                      |                                  | Natalie Evans                    |
| Digitale, cultura, media e sport                                                           |                                  | Nicky Morgan                     |
| Sviluppo internazionale                                                                    |                                  | Alok Sharma                      |
| Ministro senza portafoglio Presidente del Partito Conservatore                             |                                  | James Cleverly                   |